# رمضان تشوبان زاده (مقاطعة فارياب)
رمضان تشوبان زاده (بالفارسية: تلمبه رمضان چوپان‌زاده) هي مستوطنة تقع في كرمان في إيران. يقدر عدد سكانها بـ 109 نسمة بحسب إحصاء 2016.